# Groupe mobile no 31
Le groupe mobile no 31 (GM 31, en vietnamien : liên đoàn bộ binh số 31, groupement d'infanterie no 31) est une formation militaire de l'armée nationale vietnamienne.

## Historique

### Formation
Le groupe mobile no 31 est formé le 1er septembre 1953 au nord du Viêt Nam avec les unités suivantes :
- 4e, 6e et 9e bataillons vietnamiens (BVN),
- 5e groupe d'artillerie vietnamien (GAVN).

Il est issu du groupe mobile no 2 de l'Armée française, devenu en 1952 groupement mobile vietnamien.

### Opérations
Le GM 31 est transféré à Haïphong après les accords de Genève (juillet 1954).

### Transformation
Le GM 31 est dissous en décembre 1954. Le 1er janvier 1955, il est renommé 31e division d'infanterie à Tam Kỳ. Déplacée plus au sud pendant l'été, l'unité devient 31e division de campagne le 1er août, 11e division de campagne quelques semaines plus tard puis 4e division de campagne le 11 novembre 1955, avec quartier-général à Biên Hòa. Elle est renommée 7e division d'infanterie le 1er janvier 1959.